# الحكومة الفلسطينية
حكومات السلطة الفلسطينية تشير إلى الهيئة الحكومية للسلطة الوطنية الفلسطينية التي تقع في رام الله من عام 1994 حتى إنقسامها في عام 2007 وأخيرا إعادة تسميتها إلى حكومة دولة فلسطين في عام 2013.

## البدايات
في الانتخابات التشريعية الفلسطينية في 25 يناير 2006 برزت حركة حماس منتصرة وعينت إسماعيل هنية رئيسا للوزراء. ومع ذلك فإن حكومة الوحدة الوطنية انهارت فعليا عندما اندلع صراع عنيف بين حماس وحركة فتح خاصة في قطاع غزة. بعد أن استولت حماس على قطاع غزة في 14 يونيو 2007 رفض رئيس السلطة الفلسطينية محمود عباس حكومة الوحدة التي تقودها حماس وعين سلام فياض رئيسا للوزراء. على الرغم من أن الحكومة التي تقودها فتح تدعي السلطة على جميع الضفة الغربية وقطاع غزة فإن سيطرة حماس على قطاع غزة تحد من سلطتها بحكم الأمر الواقع إلى الضفة الغربية. استمدت ميزانية الحكومة بقيادة فتح أساسا من برامج المساعدات المختلفة وجامعة الدول العربية في حين أن حكومة حماس في غزة كانت تعتمد في معظمها على إيران حتى بداية الربيع العربي في عام 2011.

## لاحقا
منذ عام 2007 واصلت حكومة فتح الإشراف على الأراضي الخاضعة للسيطرة الفلسطينية في الضفة الغربية في حين واصلت حكومة حماس السيطرة على قطاع غزة. تم التصديق على اتفاق المصالحة لتوحيد حكوماتهما الذي تم التوقيع عليه في القاهرة في عام 2011 من قبل اتفاق فتح حماس في الدوحة عام 2012. غير أن تجدد التوترات بينهما بالإضافة إلى آثار الربيع العربي (وخاصة الأزمة في سوريا) أرجأ تنفيذها. في عام 2011 فشل ممثلو السلطة في رفع وضعهم في الأمم المتحدة على الرغم من أن وضع اليونسكو قد رفع إلى مستوى تمثيل الدولة. في يوليو 2012 أفيد بأن حكومة حماس في غزة تنظر في إعلان استقلال قطاع غزة بدعم من مصر المجاورة. أدت حكومة الوحدة اليمين الدستورية في 2 يونيو 2014.